# НВК № 122 (Дніпро)
Навчально-виховний комплекс № 122 —  комунальний заклад загальної середньої освіти Дніпровської міської ради,  розташований у Самарському районі міста  Дніпра. Повна назва закладу освіти — Комунальний заклад освіти "Навчально-виховний комплекс № 122 «загальноосвітній навчальний заклад — дошкільний навчальний заклад» Дніпровської міської ради. Школа розташована в місті Дніпро.

## Історія
- Школа заснована 6 грудня 1916року[2].
- Грудень 1916 р.— відбувся урочистий акт освячення гімназії
- 1918 р.— Приватна жіноча гімназія
- 1922 р.— Ігреньська залізнична трудова семирічна школа Дніпропетровського округу
- 1937 р.— Середня школа № 12 ст. Ігрень Сталінської залізниці
- 1943 р.— Школу підпалили при відступі фашистські окупанти
- 1943-1951p.— навчання учнів у приватних будинках
- 1951 р.— Початок навчання в відновленій школі № 12 ст. Ігрень Сталінської залізниці
- 1960 р.— Школу перекладено у підпорядкування Міністерства освіти УРСР як середню загальноосвітню трудову політехнічну школу з трудовим навчанням № 122 з російською мовою навчання
- 2004 р.— Школа реорганізована в навчально-виховний комплекс № 122 «Загальноосвітній навчальний заклад-дошкільний навчальний заклад» Дніпропетровської міської ради

## Директори школи
- 1916 — Зверєв І.А. [3]
- 1935-1939 — Вагера Іван Степанович
- 1939-1941 — Вагера Кирило Тимофійович
- 17.10.1943-01.1944 — Векштейн Гидалій Ізраїлович
- 12.01.1944-03.1945 — Масліков Іван Афиногенович
- 10.03.1945-08.1946 — Ефрус Наум Юхимович
- 27.08.1946-08.1975 — Могильний Микола Дмитрович
- 1975-1977 — Кондратенко Анатолій Харитонович
- 1977-1981 — Ясенева Олена Костянтинівна
- 1981-1984 — Бордок Іван Петрович
- 10.10.1984-02.07.2018 — Гостіщева Людмила Василівна
- Бондаренко Людмила Анатоліївна
- Тиханова Євгенія Борисівна

## Випускники
- Припутень Дмитро Сергійович український фінансист, політик[4]. Народний депутат України 9-го скликання[5].
- Крупський Анатолій Федорович - український політик
- Носульчик Василь Степанович - український політик, голова Самарського району Дніпра
- Гостіщева Людмила Василівна - директор школи
- Агаджанян Карен Сейранович - автор проєкту Відчуй Дніпро